# La Gardeuse d'oies (Bouguereau)
La Gardeuse d'oies est une peinture de 1891 de William Bouguereau, un peintre académique français.
Elle fait partie de la collection permanente du musée d'art Herbert F. Johnson de l'université Cornell depuis le don du  Dr Henry P. DeForest après être passée entre les mains de  Mrs. George Frederick Cornell, l'épouse d'un cousin d'Ezra Cornell. 

## Description
Le personnage en premier-plan grandeur nature (sur un châssis de dimensions 152 × 74 cm) est celui d'une fillette représentée en pied, tournée vers la droite, le visage orienté vers le spectateur, légèrement penché et souriant. Elle porte une jupe bleue, un châle sur les épaules posé  sur une chemise blanche aux manches courtes ou retroussées. Pieds nus sur un chemin terreux, elle s'impose sur un troupeau d'oies visible de part et d'autre en arrière-plan sur un fond de frondaisons vertes, une baguette à la main, indiquant par là sa fonction de gardeuse.